# Premiul Juno
Premiul Juno este un premiu muzical acordat anual începând cu anul 1970 celor mai buni cântăreți și celor mai bune formații din Canada.

## Legături externe
- Site web oficial
- Juno Awards Arhivat în 11 aprilie 2014, la Wayback Machine. la CTV.ca